# دانشگاه ذی‌قار
دانشگاه ذی‌قار (به عربی: جامعة ذي قار) در سال ۲۰۰۲ در شهر ناصریه عراق تأسیس شد.

## کالج‌ها
- کالج پزشکی
- کالج مهندسی
- کالج علوم
- کالج کشاورزی و مانداب‌ها
- کالج آموزش
- کالج حقوق
- کالج هنرها